# Tore Gudmarsson
Tore Gudmarsson är en halländsk romanfigur skapad av Albert Olsson, och huvudperson i romantrilogin Sand (1940), Gränsland (1942) och Tore Gudmarsson (1945). Tore Gudmarsson är skattebonde i byn Haverdal vid kusten strax nordväst om Halmstad på 1600-talet, under den tid då Halland bytte från dansk till svensk överhöghet.
Innehållet i romanerna bygger till stor del på faktisk historieskrivning om förhållanden och händelser under 1600-talets Halland, men Olsson har också låtit andra världskriget påverka romanfigurer och händelser, med anspelningar på motstånd mot Nazityskland. Romanerna beskriver spänningarna mellan bönderna och adelsöverhögheten och det hårda arbetskraven på speciellt frälsebönderna, som utgjorde flertalet i byn. Samtidigt utgör det framväxande lagbruket ett visst stöd för bönderna vad gäller deras rättigheter. Prästerskapets framträdande roll i samhället ingår som komponent i romanerna. Konflikter då danska språket skulle ersättas av svenskan i det halländska kustlandet berörs i speciellt tredje delen. Ett praktiskt problem för jordbrukarna, som speglas i romanerna, är flygsanden, som uppstod på grund av överavverkning av skog.